# Plethodontohyla inguinalis
Espèce
Synonymes
- Mantipus hildebrandti Peters, 1883

Statut de conservation UICN

 LC  : Préoccupation mineure
Plethodontohyla inguinalis est une espèce d'amphibiens de la famille des Microhylidae.

## Répartition

Aire de répartition de Plethodontohyla inguinalis.

Cette espèce est endémique de Madagascar. Elle se rencontre généralement entre 400 et 1 100 m dans l'est de l'île,.

## Description
Plethodontohyla inguinalis mesure jusqu'à plus de 100 mm pour les mâles et de 55 à 63 mm pour les femelles. Son dos est brunâtre ; son ventre est jaunâtre ou brun clair avec des taches sombres au niveau de la gorge. La peau de son dos est lisse.

## Publication originale
- Boulenger, 1882 : Catalogue of the Batrachia Salientia s. Ecaudata in the collection of the British Museum, ed. 2, p. 1-503 (texte intégral).